# Nastradamus
Nastradamus este al patrulea album de studio al raperului Nas. Albumul a fost lansat pe 23 noiembrie 1999. Inițial, se doarea ca el să fie al doilea disc al albumului I Am.... A debutat pe locul 7 în Billboard 200, vânzând 232.000 de exemplare în prima săptămână de la lansare.
Albumul a fost considerat cel mai nereușit album al lui Nas, primind critici negative din partea publicațiilor din domeniu. Se crede că albumul a fost nereușit deoarece lansarea sa a fost foarte grăbită.

## Lista melodiilor
1. "The Prediction" - Jessica Care Moore - 1:20
2. "Life We Chose" - Nas - 4:08
3. "Nastradamus" - Nas - 4:11
4. "Some of Us Have Angels" - Nas - 4:14
5. "Project Windows" - Nas, Ronald Isley - 4:56
6. "Come Get Me" - Nas - 5:31
7. "Shoot 'Em Up" - Nas - 2:53
8. "Last Words" - Nas, Millennium Thug (Nashawn) - 5:31
9. "Family" - Nas, Mobb Deep - 5:16
10. "God Love Us" - Nas - 4:36
11. "Quiet Niggas" - Nas, Bravehearts - 4:57
12. "Big Girl" - Nas - 4:19
13. "New World" - Nas - 4:00
14. "You Owe Me" - Ginuwine, Nas - 4:48
15. "The Outcome" - Jessica Care Moore - 1:54

## Producători
- Rich Nice: #1 si #15
- L.E.S.: #2, #3, #8, #12 si #13
- Dame Grease: #4, #9, #10 si #11
- Nashiem Myrick & Carlos Broady: #5
- DJ Premier: #6
- Timbaland: #14